# Slaget vid Yungay
Slaget vid Yungay satte stopp för den Peru-bolivianska konfederationen, inom ramen för Konfederationskriget mellan konfederationens styrkor och restaurationsstyrkorna, bildade med styrkor från Chile och peruaner som var motståndare till konfederationen. Den tidigare presidenten för Peru, Agustín Gamarra, gav kommando till den chilenske generalen Manuel Bulnes. Striden ägde rum i Yungay, på territoriet för Norra Peru, med början klockan nio på morgonen den 20 januari 1839 .
I början av striden, som fördes mellan kompanier och inte mellan bataljoner,  attackerade restaureringsstyrkorna de konfedererade positionerna på bergskullarna Pan de Azúcar och Punyán. När de uppnådde målet rörde sig restauratörerna på den norra stranden av floden Áncashfloden, där de konfedererade väntade på att fienden skulle korsa floden, och attackerade dem från sina skyttegravar som löpte parallellt med floden.
Efter några timmars strid gav ett av restaureringsregementena vika och förföljdes av andra enheter. Vid denna tidpunkt avgjorde generalerna Manuel Bulnes och Ramón Castilla striderna till förmån för restauratörerna, som fördrev sina fiender från Pan de Azúcar-kullen, korsade Áncashflodens ravin och besegrade konfederationens armé. Andrés de Santa Cruz, uppgav att överste Eusebio Guilarte Veras desertering påverkade resultatet av striden.